# Phorusrhacidae
I forusracidi (Phorusrhacidae), noti volgarmente come "Uccelli del terrore" (in inglese terror birds) per la loro efficienza nella caccia, sono una famiglia estinta di grandi uccelli carnivori non volatori, diventati i predatori dominanti in America meridionale nel corso del Cenozoico, tra 62 e 2 milioni di anni fa assieme ai mammiferi marsupiali ed ai coccodrilli, dopo l'estinzione dei dinosauri. Dopo l'emersione dell'istmo di Panama, alcuni di questi uccelli migrarono nel nuovo continente, riuscendo ad installarvisi per qualche tempo. Furono gli unici predatori dell'America meridionale (assieme ad alcuni coccodrilli anfibi) a migrare verso nord (soprattutto nei generi più grandi), mentre tutti i principali gruppi di predatori nord americani (in particolare ursidi, felidi e canidi) migrarono verso sud sostituendosi alle faune precedenti.
Ancora piuttosto oscure sono le cause dell'estinzione di questi animali. Con ogni probabilità, l'estinzione si verificò prima della fine del Pleistocene, o comunque prima che le megafaune americane andassero verso l'estinzione per la comparsa dell'uomo; sicuramente però la competizione con le faune nord americane ridusse la loro biodiversità, anche se in maniera meno rapida e spettacolare rispetto a quanto accaduto ai coccodrilli terricoli (del resto già limitati dalle glaciazioni) e ai predatori marsupiali.
Si suppone che i parenti attuali più prossimi dei Phorusrhacidae siano i seriema del Sudamerica.

## Distribuzione geografica
Oltre alle forme sudamericane come Phorusrachos e Andalgalornis, è nota anche una specie diffusa in America settentrionale, Titanis walleri, per dimensioni una delle più grosse, presente in Texas e Florida. Questo fa dei forusracidi l'unica specie conosciuta di grande predatore del Sud America che migrò verso nord durante il Grande scambio americano, avvenuto circa 3 milioni di anni fa con la formazione vulcanica dell'istmo di Panama.

## Morfologia

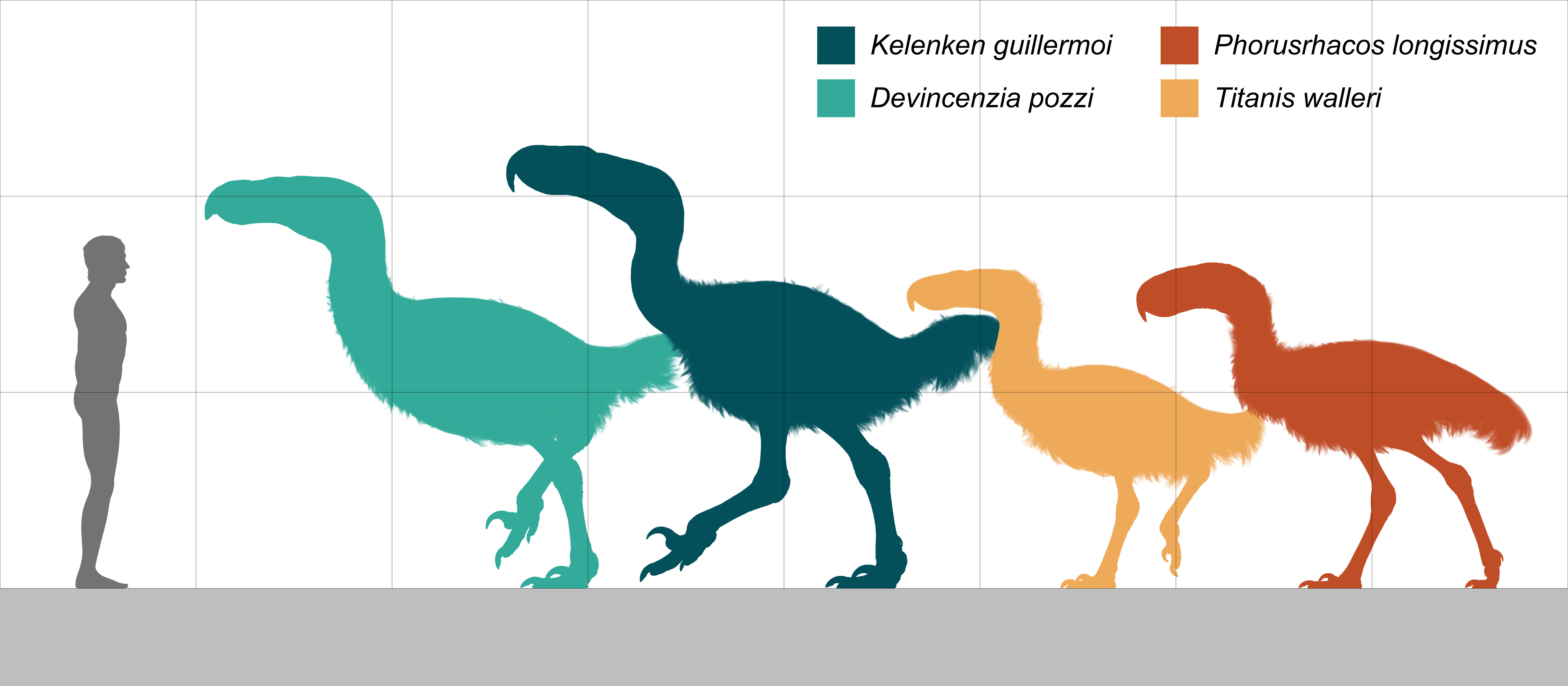
Confronto delle dimensioni di alcuni phorusrhacidi, tra cui Kelenken, Devincenzia, Phorusrhacos e Titanis

L'altezza di questi uccelli variava dal metro ai tre metri. Una specie recentemente scoperta, Kelenken guillermoi risalente al Miocene medio (15 milioni di anni fa), scoperto nel sud della Patagonia nel 2006, rappresenta il più grande cranio di volatile mai scoperto. È stata descritta una lunghezza di 71 cm, con un becco di 46 cm ricurvo come il rostro di un'aquila. Si pensa che fosse facilmente in grado di cacciare mammiferi di taglia media. Molte delle specie descritte come Phorusrhacidae erano più piccole, tra 0,6 e 0,9 metri di altezza, ma il nuovo fossile appartiene ad un uccello che probabilmente raggiungeva i tre metri di altezza. Anche se non vi è sicurezza, si crede che i più grandi uccelli del terrore fossero estremamente agili e abili corridori, in grado di raggiungere velocità di 48 km/h.
Un tempo alcuni paleontologi ipotizzarono che le ali di questi terrificanti animali si fossero evolute, almeno in alcune specie, in strutture simili a ganci da macellaio, che potevano essere utilizzati come vere e proprie braccia per afferrare e abbattere le prede. Ma tutte le scoperte successive smentirono questa ipotesi.

## Classificazione

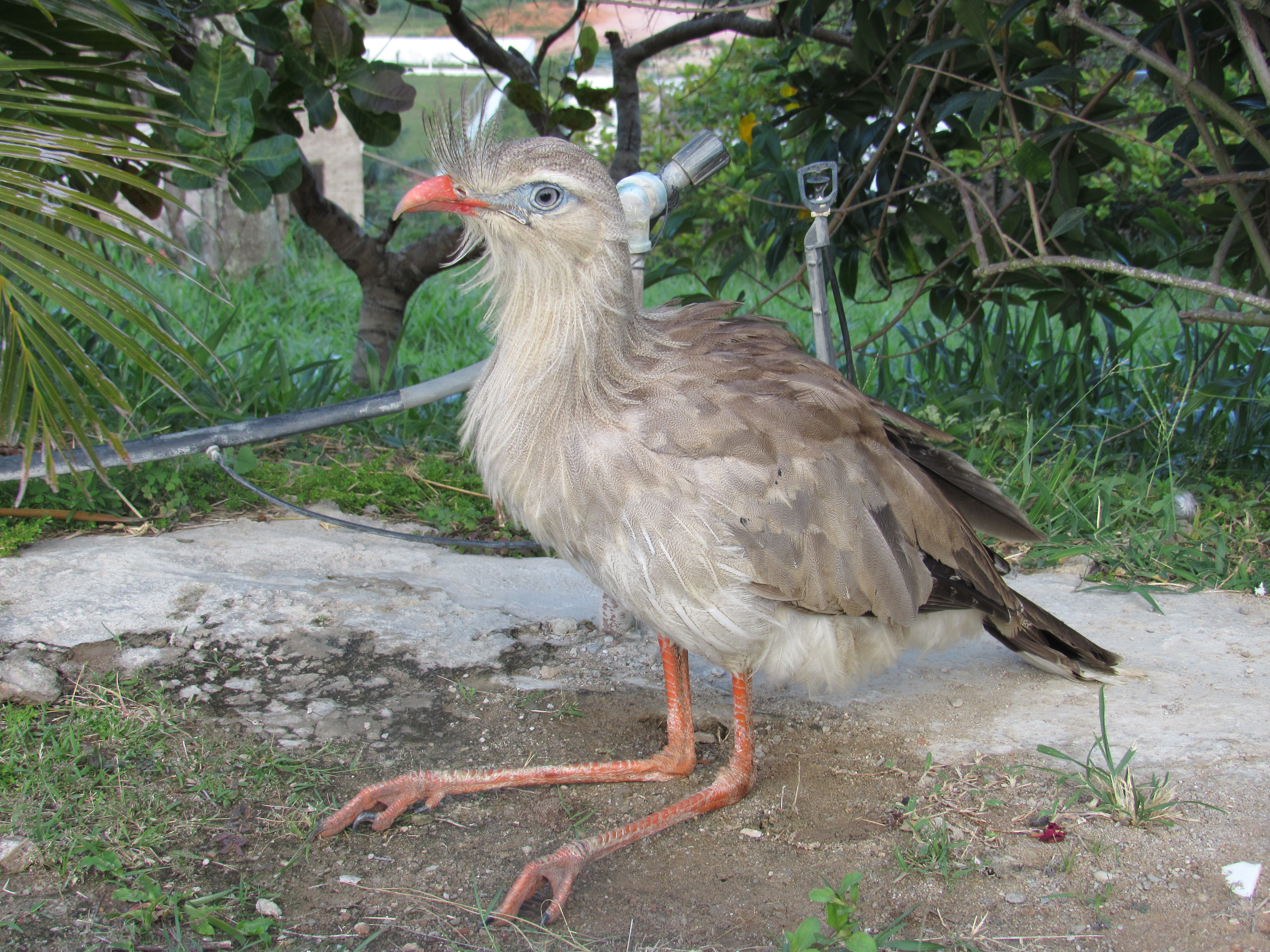
Il seriema dalle zampe rosse (Cariama cristata), il parente vivente più prossimo dei phorusrhacidi

Seguendo la revisione di Alvarenga e Höfling (2003), attualmente si contano 5 sottofamiglie, contenenti 14 generi e 18 specie:
- Sottofamiglia Brontornithinae - specie gigantesche, alte oltre 2 metri
  - Genere Physornis (Medio - Tardo Oligocene della Provincia di Santa Cruz, Argentina)
    - Physornis fortis

  - Genere Paraphysornis (Tardo Oligocene - Primo Miocene dello Stato si San Paolo, Brasile)
    - Paraphysornis brasiliensis

  - Genere Brontornis (Primo - Medio Miocene)
    - Brontornis burmeisteri
- Sottofamiglia Phorusrhacinae - specie gigantesche, ma leggermente più piccole e decisamente più agili delle precedenti
  - Genere Phorusrachos (Primo - Medio Miocene)
    - Phorusrhacos longissimus

  - Genere Kelenken (Medio Miocene della Provincia di Río Negro, Argentina)
    - Kelenken guillermoi

  - Genere Devincenzia (Tardo Miocene - Primo Pliocene del NE Argentina e Arroyo Roman, Uruguay) 
    - Devincenzia pozzi

  - Genere Titanis (Primo - Tardo Pliocene)
    - Titanis walleri
- Sottofamiglia Patagornithinae - specie di media taglia e molto agili, alte circa 1,5 metri
  - Genere Andrewsornis (Medio - Tardo Oligocene del S Argentina) 
    - Andrewsornis abbotti

  - Genere Patagornis (Primo - Medio Miocene Provincia di Santa Cruz, Argentina)
    - Patagornis marshi

  - Genere Andalgalornis (Tardo Miocene - Primo Pliocene) 
    - Andalgalornis steulleti
- Sottofamiglia Psilopterinae - specie piccole, alte fino a un metro
  - Genere Paleopsilopterus (Medio Paleocene di Itaboraí, Brasile) 
    - Paleopsilopterus itaboraiensis

  - Genere Psilopterus (Medio Oligocene di Deseado - Tardo Miocene di Arroyo Chasicó, S e E Argentina)
    - Psilopterus bachmanni
    - Psilopterus lemoinei
    - Psilopterus affinis
    - Psilopterus colzecus

  - Genere Procariama (Tardo Miocene - Primo Pliocene della Provincia di Catamarca, Argentina)
    - Procariama simplex
- Sottofamiglia Mesembriornithinae - specie di media taglia, di altezza compresa tra 1 e 1,5 metri
  - Genere Mesembriornis (Tardo Miocene - Tardo Pliocene) 
    - Mesembriornis milneedwardsi
    - Mesembriornis incertus

  - Genere Eleutherornis (Medio Eocene)
    - Eleutherornis cotei

Alvarenga e Höfling non includono nei Phorusrhacoidae gli Sophiornithidae dell'Europa, recentemente considerati come parenti primitivi dei gufi.